# جادوگران تاریکی
جادوگران تاریکی (ایتالیایی: Darkside Witches) یک فیلم ترسناک ایتالیایی است که در سال ۲۰۱۵ منتشر شد.

## گزیدهٔ بازیگران
- باربارا بوشه
- آنا اورسو